# Realm (Band)
Realm (engl. für ‚Reich‘, ‚Königreich‘) war eine US-amerikanische Progressive-Thrash-Metal-Metal-Band aus Milwaukee, Wisconsin, die im Jahr 1985 gegründet wurde und sich 1992 wieder auflöste.

## Geschichte
Die Band wurde im Jahr 1985 von Sänger Doug Parker, den Gitarristen Paul Laganowski und Takis Kinis, Bassist Steve Post und Schlagzeuger Mike Olson gegründet. Mit Perceptive Incentive aus dem Jahr 1985 und Final Solution (1986) veröffentlichte die Band die ersten beiden Demos. Im Jahr 1988 erreichte die Band durch ihre Demos einen Vertrag bei Roadrunner Records und veröffentlichten im selben Jahr das Debütalbum Endless War.
Im Jahr 1989 erschien bereits das nächste Album, das den Namen Suiciety trug.
Die Aufnahmen für ein drittes Album folgten ein wenig später. Das Album wurde jedoch nie veröffentlicht. Die Band trennte sich im Jahr 1992.
Metal Mind Productions veröffentlichten im Jahr 2006 in Zusammenarbeit mit Roadrunner Records die Alben Endless War und Suiciety erneut. Die Alben wurden neu gemastert sowie mit Bonus-Liedern und weiteren Extras versehen. Die Veröffentlichung fand weltweit statt.

## Stil
Realm spielen technisch anspruchsvollen Thrash Metal mit teils progressiven Elementen. Die Lieder besitzen ein hohes Tempo. Einflüsse von Bands wie Megadeth oder Anthrax sind hörbar. Auf dem Album Endless War befindet sich auch eine Coverversion des Beatles-Lieds Eleanor Rigby, welche auch als Single veröffentlicht wurde.

## Diskografie
- 1985: Perceptive Incentive (Demo, Eigenveröffentlichung)
- 1986: Final Solution (Demo, Eigenveröffentlichung)
- 1988: Eleanor Rigby (Single, Roadrunner Records)
- 1988: Endless War (Album, Roadrunner Records)
- 1990: Suiciety (Album, Roadrunner Records)
- 1992: Demo (Demo, Eigenveröffentlichung)